# Embajada de España en Checoslovaquia
La Embajada de España en Checoslovaquia fue la máxima representación legal del Reino de España en Checoslovaquia.

## Embajador
El primer embajador fue Luis Jiménez de Asúa, quien fue nombrado por el gobierno de la Segunda República Española el 9 de marzo de 1937. No obstante la embajada cerró en 1938. Las diferencias ideológicas entre el gobierno comunista de Praga y la dictadura de derechas de Franco limitó los contactos hasta 1977. El primer gobierno de la democracia española, reabrió la embajada en Praga restableciendo las relaciones diplomáticas.

## Misión Diplomática
El Reino de España concentra su representación en el país en la embajada en la capital del país, Praga, establecida en 1977 al iniciarse las relaciones entre España y la entonces República Socialista de Checoslovaquia. Esta embajada era heredera de la legación española en Checoslovaquia, que funcionó desde 1919 a 1938.

## Historia
España abrió una legación en Praga en 1919, un año después de que Checoslovaquia alcanzara la independencia tras la desintegración del Imperio Austro-húngaro, dirigida por un ministro residente. Esta legación se mantuvo abierta hasta 1938 cuando en plena guerra civil cesó el último embajador de la República española. Las diferencias ideológicas entre el régimen de Franco y el gobierno comunista de Praga mantuvieron congeladas las relaciones diplomáticas. Finalmente, en 1977 España y Checoslovaquia reiniciaron las relaciones diplomáticas a nivel de embajadores.
Con la caída del bloque socialista, Checoslovaquia sufrió un proceso de transformación dando lugar a la República Checa y Eslovaca (1990-1992). No obstante, el 1 de enero de 1993 Checoslovaquia fue disuelta pacíficamente por el Parlamento, formando dos países completamente independientes: la República Checa y la República Eslovaca.